# Ekalaka
La ville d’Ekalaka est le siège du comté de Carter, dans l’État du Montana, aux États-Unis. Lors du recensement de 2010, sa population a été estimée à 332 habitants.
Le nom de cette localité est d’origine amérindienne.